# Wartość sakralna zabytków i dzieł sztuki
Wartość sakralna zabytków i dzieł sztuki – cecha aksjologiczna odnosząca się do kościołów i kaplic oraz elementów ich wystroju i wyposażenia, jak również do cmentarzy, obiektów małej architektury i pomników, wynikająca z faktu ofiarowania ich Bogu, otaczania kultem, przekazu za ich pośrednictwem treści biblijnych, teologicznych lub hagiograficznych, a także poddania prawno-liturgicznemu aktowi poświęcenia w celu przeznaczenia ich na potrzeby kultu religijnego.
Próbę wprowadzenia tej kategorii do teorii ochrony zabytków oraz postulat włączenia jej do ustawodawstwa pojawił się w 2001 roku w monografii Jana Pruszyńskiego poświęconej dziedzictwu kultury Polski.
Definicję wartości sakralnej zabytków i dzieł sztuki sformułował i uzasadnił ks. Paweł Bijak w pracy doktorskiej z zakresu polityki kulturalnej państwa pt. Wartości dziedzictwa kultury europejskiej: przeszłość i teraźniejszość, obronionej w 2011 roku. Definicja ukazała się drukiem w 2019 roku na łamach czasopisma „Cywilizacja i Polityka”.
Do tej kategorii w swoich badaniach naukowych odnosili się specjaliści z zakresu prawnej ochrony zabytków: Katarzyna Zalasińska, Kamil Zeidler i Andrzej Moś.